# フラッシング・ソーズ!
『フラッシング・ソーズ!』(英語: Flashing Swords!)は編者リン・カーターによるファンタジー小説を集成したアンソロジーのシリーズ。(日本語文献では題名を『閃く剣!』と訳されることもある。) マイケル・ムアコックら著名な作家が寄稿していた。
4巻まではベテランの作家の作品を扱っていたが、5巻ではC・J・チェリイ、ダイアン・デュエイン、タニス・リーと言った当時の新鋭の作品も収録されている。
オリジナルのシリーズの展開は5巻を最後に途絶えていたが、カーターの死後、その遺作管理者であるロバート・M・プライスの編集により新刊 Lin Carter's Flashing Swords! #6 が約40年間の沈黙を破って発行された。
ところが、プライスによるアンソロジーの序文がフェミニストや性的少数者に対して攻撃的な発言を含んでいたことに対して、収録作品の作者の数名が不快感を表明して自作品の掲載の取り下げを希望し、出版社は発行の数日後にこの第6巻を絶版処分とした。

## 収録作品

### 1巻(1973年)
The Sadness of the Executionerフリッツ・ライバー著。『ファファード&グレイ・マウザー』シリーズの短編。後に短編集 Swords and Ice Magic に再録。
Morreionジャック・ヴァンス著。『終末期の赤い地球』シリーズの短編。後に短編集 Rhialto the Marvellous に再録。
The Merman's Childrenポール・アンダースン著。4巻に収録された The Tupilak と併せ The Merman's Children として出版された。
The Higher Heresies of Oolimar編者であるリン・カーター著。Amalric the Mangodシリーズの短編。

### 2巻(1973年)
The Rug and the BullL・スプレイグ・ディ・キャンプ著。Pusadianシリーズの短編。
『翡翠男の眼』マイケル・ムアコック著。『メルニボネのエルリック』シリーズの短編。日本語訳はアンソロジー『不死鳥の剣 剣と魔法の物語傑作選』(河出文庫)に収録。1974年英国幻想文学大賞短編部門受賞作品。
Toads of Grimmerdaleアンドレ・ノートン著。ウィッチ・ワールドシリーズの短編。後に短編集 Lore of the Witch World に再録。
Ghoul’s Gardenジョン・ジェイクス著。戦士ブラクシリーズの短編。後に短編集 The Fortunes of Brak に再録。

### 3巻(1976年)
1977年世界幻想文学大賞最優秀短編集/アンソロジー部門にノミネートされた。
Two Yards of DragonL・スプレイグ・ディ・キャンプ著。後に The Incorporated Knight に再録。
The Frost Monstremeフリッツ・ライバー著。『ファファード&グレイ・マウザー』シリーズの短編。後に短編集 Swords and Ice Magic に再録。
Spider Silkアンドレ・ノートン著。ウィッチ・ワールドシリーズの短編。後に短編集 Lore of the Witch World に再録。
The Curious Custom of the Turjan Seraad編者であるリン・カーター著。Amalric the Mangodシリーズの短編。
Caravan to Illielアヴラム・デイヴィッドスン著。

### 4巻(1977年)
The Bagful of Dreamsジャック・ヴァンス著。『終末期の赤い地球』シリーズの短編。後に Cugel's Saga の5章2節として再録。
The Tupilakポール・アンダースン著。
Storm in a Bottleジョン・ジェイクス著。戦士ブラクシリーズの短編。後に短編集 The Fortunes of Brak に再録。
Swords Against the Marlukキャサリン・カーツ著。Childe Morgan 三部作に関連した短編。
The Lands Beyond the Worldマイケル・ムアコック著。『メルニボネのエルリック』シリーズの短編。『この世の彼方の海』第二部の改訂版。

### 5巻(1981年)
カバーアートは、ハードカバー版をロン・ミラーが、ペーパーバック版をリチャード・コーベンが手掛けた。
後者によるものは収録作品の一つである Parting Gifts を題材としているが、少年とその祖母と子猫が登場人物である自分の作品を題材に、どのような女性キャラクターであってもその胸を豊かに描くことで有名な（とデュエインの評する）コーベンがカバーアートを担当すると聞いて、デュエインにはやや複雑な思いがあったようだ。結局、少年の祖母の胸は厚手のコートの上からでもそうと分かるくらいに大ぶりに描かれたものの、それを除けばコーベンは彼の普段の作風から離れた素晴らしい絵を提供してくれたとデュエインは述べている。
『《氷の塔》』ロジャー・ゼラズニイ著。『ディルヴィシュ』シリーズの短編。『地獄に堕ちた者ディルヴィシュ』に再録。
A Thief in KorianthC・J・チェリイ著。1982年バルログ賞最優秀短編フィクション部門受賞作品。後に短編集 The Collected Short Fiction of C. J. Cherryh に再録。
Parting Giftsダイアン・デュエイン著。the Middle Kingdoms シリーズの短編。後に著者のホームページ上において無料で公開された。また、前日譚にあたる The Span が後に書かれている。
A Dealing with Demonsクレイグ・S・ガードナー著。Ebenezumシリーズの短編。
The Dry Seasonタニス・リー著。後に短編集 Dreams Of Dark And Light に再録。

## 関連作品
このアンソロジーシリーズの前身とも言える『ソーズ・アゲンスト・トゥモロー』(1970年)には、当時8人いたアメリカ剣士と魔術師ギルドのメンバーのうちの4人が作品を寄稿している。
ロバート・M・プライスはかつて同じ「剣と魔法」ジャンルのアンソロジーである『ザ・マイティ・ウォーリアーズ』(2018年)を編集しており、これには後にフラッシング・ソーズ!6巻にも寄稿することになる作家の作品も収録されている。